# Зіновать борова
Зіновать борова (Chamaecytisus pineticola) — вид квіткових рослин з родини бобових (Fabaceae).

## Біоморфологічна характеристика
Кущ заввишки 50–140 см. Гілки висхідні, з сірою чи свинцево-сірою корою, слабо ребристі, густо запушені. Листкові ніжки густо запушені, 15–20(25) мм завдовжки. Листкові пластини 15–35 × 7–11(14) мм, знизу густо притиснуто запушені й сизуваті, зверху розсіяно запушені й зелені. Квітки зібрані по 2–3 в пазухах листків у колосисто-китицювате суцвіття. Чашечка яйцювато-трубчаста, 10–12(13) мм завдовжки, негусто притиснуто запушена. Віночок жовтий. Боби лінійні, (27)30–32(36) мм завдовжки, 6–7 мм ушир, укриті густим сріблястим запушенням. 

## Поширення
Поширення: Україна.